# Katrin Martin-Fröhling
Katrin Martin-Fröhling ist eine deutsche Autorin sowie Gründerin und Leiterin des Deutschen Feng Shui Instituts.

## Leben
Katrin Martin-Fröhling, geborene Hanika, wuchs in der DDR auf und verließ das Land 1988 mit einem Ausreiseantrag. Danach studierte sie die Lehre der Traditionellen Chinesische Medizin (TCM) und arbeitete als Medizin-Journalistin für mehrere Zeitungen und Magazine, darunter das Magazin "Natürlich und Gesund". Parallel zu ihrer publizistischen Tätigkeit begann Martin-Fröhling sich auch für die chinesische Philosophie und die Ursprünge des Feng Shui zu interessieren. Nach verschiedenen Forschungsreisen in Asien gründete sie Mitte der 1990er Jahre dann zusammen mit Thomas Fröhling das Deutsche Feng Shui Institut. Mit ihm schrieb sie unter anderem die im Mosaik Verlag erschienenen Bücher „Feng Shui Heute“ und „Wohnen mit Feng Shui“, die in über achtzehn verschiedenen Ländern verkauft wurden. Außerdem leitet sie zusammen mit Thomas Fröhling den Fröhling und Fröhling Verlag. Als Leiterin des Deutschen Feng Shui Instituts bei Freiburg im Breisgau konzipiert sie alle Aus- und Weiterbildungen und unterrichtet.

## Publikationen

### Als Autorin
- Wohnen mit Feng Shui. Sachbuch. Bassermann Verlag, München 2011; ISBN 978-3-8094-2720-9
- Der Feng Shui Meister. Vom Ursprung der Lehre. Sachbuch. Wilhelm Goldmann Verlag; Verlagsgruppe Random Haus, München 2007; ISBN     978-3-442-16811-8
- Der Feng Shui Berater. Leben und Wohnen im neuen Jahrtausend. Sachbuch. Wilhelm Goldmann Verlag; Verlagsgruppe Random House, München 2005; ISBN 3-442-16693-4
- Feng Shui heute. Sachbuch. Mosaik Verlag, München 2003; ISBN  978-3-442-16567-4
- Beauty Feng Shui. Sachbuch. Mosaik Verlag, München 2001; ISBN 3-576-11593-5
- Feng Shui für Beruf und Karriere. Sachbuch. Mosaik Verlag 1998; ISBN 978-3576111929
- KATMA-Edelsteinessenzen. Sachbuch. Mosaik Verlag, München 1997; ISBN 3-576-10797-5

### Als Herausgeberin
- Feng Shui. Die Ursprünge der Naturwissenschaften in China. Sachbuch. Fröhling und Fröhling Verlag; Au 2015